# Neothyone
Genre
Neothyone est un genre d'holothuries (concombres de mer) de la famille des Sclerodactylidae.

## Liste des espèces
Selon World Register of Marine Species (23 février 2015) :
- Neothyone belli Ludwig, 1887
- Neothyone capensis
- Neothyone gibber (Selenka, 1867)
- Neothyone gibbosa Deichmann, 1941
- Neothyone panamensis (Ludwig, 1887)
- Neothyone villadolidi Domantay, 1953